# 登封戰鬥
登封戰鬥發生於1929年10月27日－29日，地點則是在中國豫北一帶，是國民革命軍內部所發生的內戰戰鬥之一。登封戰鬥的交戰雙方，一方為蔣介石統領中央軍的九軍，另一方為西北軍梁冠英軍隊。
10月29日，梁冠英佔領登封，西北軍獲得勝利。